# Boletechinus
Boletechinus is een geslacht van uitgestorven zee-egels uit de familie Zeuglopleuridae.

## Soorten
- Boletechinus macglameryae Cooke, 1955 Maastrichtien, Verenigde Staten.
- Boletechinus delawaricus Lewis, 1986 Maastrichtien, Verenigde Staten.
- Boletechinus rowei (Gregory, 1900) Santonien - Campanien, westelijk Europa.
- Boletechinus wehrlii (Nestler, 1978) Maastrichtien, Duitsland, Verenigd Koninkrijk.